# Западномакедонский диалект

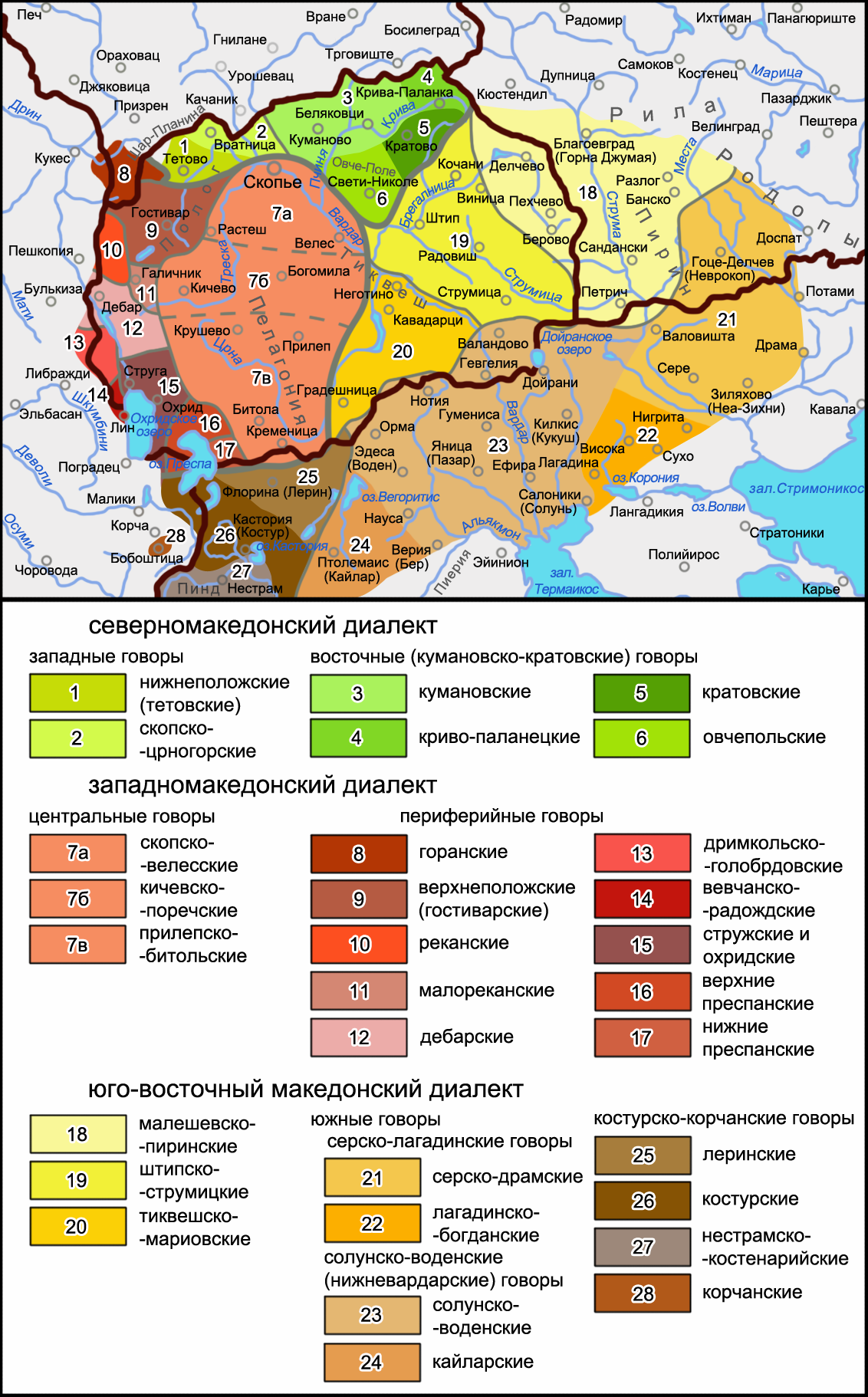
Западномакедонский ареал на карте македонских диалектов

Западномакедо́нский диале́кт (также западномакедонская диалектная группа, западномакедонское наречие; макед. западномакедонско наречје) — диалект македонского языка, распространённый в западной части македонского языкового ареала. Является одним из трёх традиционно выделяемых македонских диалектов наряду с северномакедонским и восточномакедонским. В его состав входят три группы говоров: центральная, западная и южная (или юго-западная). Бо́льшая часть западномакедонского ареала размещена в центральных и западных районах Северной Македонии, ряд западномакедонских говоров распространён также в северо-западной Греции и в приграничных с Северной Македонией районах Албании.
Для западномакедонских говоров характерны отличия от говоров северномакедонского и восточномакедонского диалектов на всех языковых уровнях — западный с восточным диалектом разделяет пучок из более, чем 35 фонетических и грамматических изоглосс; с северным диалектом западный по одному ряду языковых явлений объединяется, по другому ряду явлений — противопоставляется. Предполагается, что основные различительные признаки, выделяющие западномакедонский ареал, сформировались уже к XIII веку.
Западномакедонский диалект является наиболее специфичным македонским диалектом, он выделяется по таким фонетическим чертам, как: отсутствие редукции безударных гласных; переход *ě > е во всех позициях; так называемая «мена юсов» — *ę > *ǫ после j: јазик (макед. литер. јазик «язык»); отсутствие фонемы х или замена её фонемой в: леб «хлеб», прав «пыль, прах»; ударение на третьем слоге от конца слова или синтагмы и т. д.

Среди морфологических особенностей западномакедонского ареала отмечают: наличие тройного постпозитивного определённого артикля; проклиза кратких форм личных местоимений; личное местоимение в 3-м лице мужского рода единственного числа тој «он» и т. д.
Многие из западномакедонских диалектных черт включены в норму македонского литературного языка, поскольку его базой являются центральные говоры западной диалектной группы.
В составе западномакедонского диалекта выделяют следующие говоры:
- центральные говоры:
  - поречские говоры;
  - кичевские говоры;
  - прилепские говоры;
  - битольские говоры;
  - велесские говоры.
- западные говоры:
  - верхнеположские (гостиварские) говоры;
  - охридские говоры;
  - стружские говоры;
  - дебарские (дебрские) говоры;
  - реканские говоры;
  - малореканские (галичникские) говоры;
  - дримкольско-голобрдовские говоры;
  - вевчанско-радождские говоры.
- южные (юго-западные) говоры:
  - преспанские говоры:
    - нижнепреспанские говоры;
    - верхнепреспанские говоры.

  - корчанские говоры;
  - костурские говоры;
  - нестрамские говоры;
  - леринские говоры.